# Hoven (Stryn)

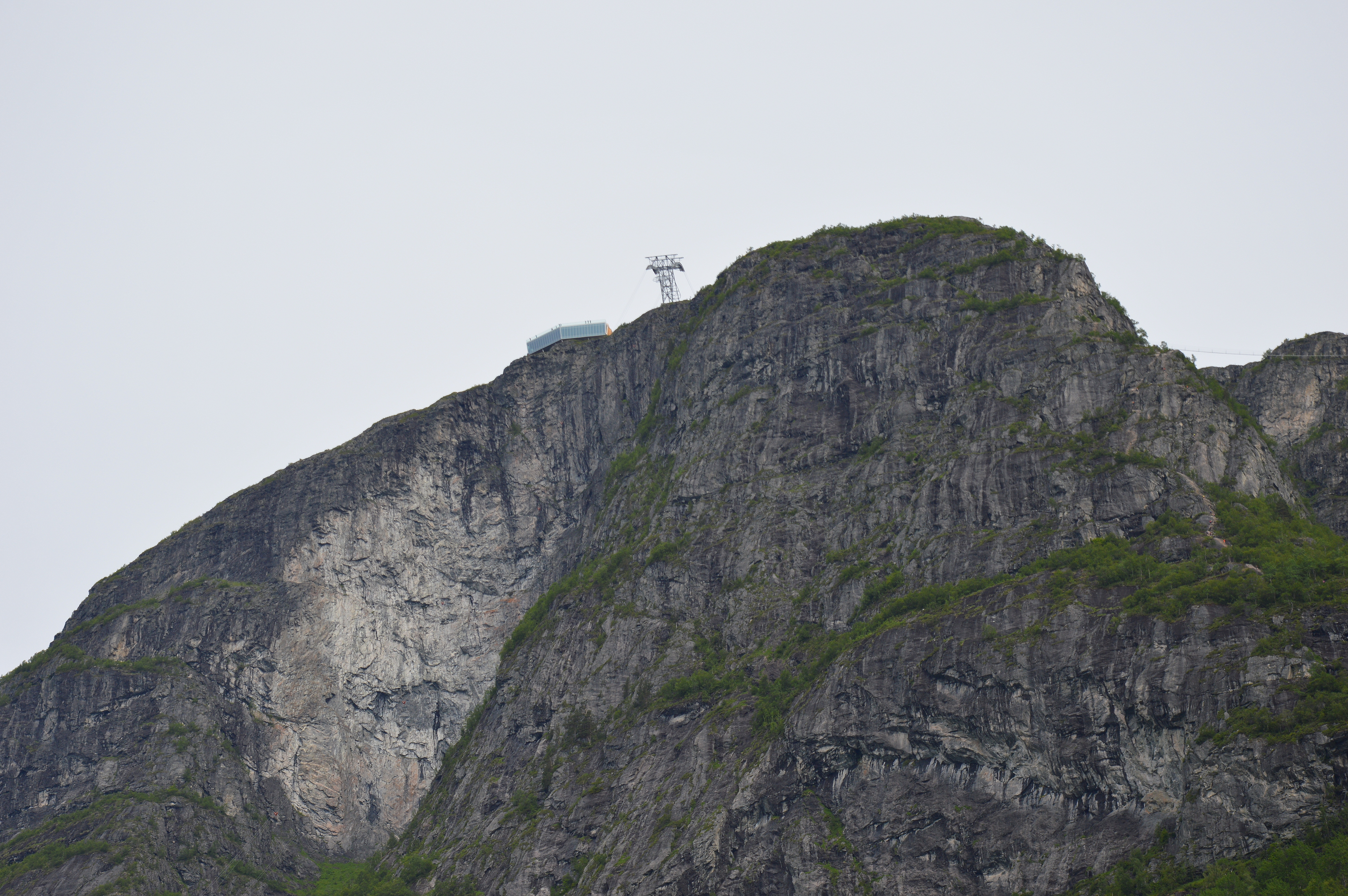
Hoven, Blick von Loen

Der Hoven ist ein Berg des Skandinavischen Gebirges in der norwegischen Kommune Stryn in der Provinz Vestland.
Er erreicht eine Höhe von 1011 Meter und erhebt sich unmittelbar am nördlichen Ufer der Bucht Lobukta, am östlichen Ende des Innvikfjords. Am Fuß der südlichen Flanke des Bergs liegt der Ort Loen. Auf dem Berg befindet sich ein Restaurant mit Aussichtspunkt. Am 20. Mai 2017 wurde die Seilbahn Loen Skylift eröffnet, die den Hoven mit dem Ort Loen verbindet.